# Procontarinia keshopurensis
Procontarinia keshopurensis är en tvåvingeart som först beskrevs av Rao 1952.  Procontarinia keshopurensis ingår i släktet Procontarinia och familjen gallmyggor. Inga underarter finns listade i Catalogue of Life.